# Micrelephas crassipalpis
Micrelephas crassipalpis is een vlinder uit de familie van de grasmotten (Crambidae). De wetenschappelijke naam van de soort is voor het eerst geldig gepubliceerd in 1905 door Paul Dognin. Het is de typesoort van het geslacht Micrelephas, dat Dognin in dezelfde publicatie als nieuw beschreef.
Het exemplaar waarover Dognin beschikte was afkomstig uit Loja in Ecuador.